# 重新录制 (音乐)
重新錄製專輯通常是由有名氣的歌手或製作團隊對於音樂作品的全新演繹，和重新發行並不同，重新發行指的是使用先前錄音材料的再製版本，而重新錄製是對於原作品的重新錄製。
重新錄製的原因有很多：
1. 通常發生在原有專輯發行數十年後，原先歌手和唱片公司簽署了不公平或剝削的合約條款[1]，到後來條款對於歌手比較有利時發生，因為重新錄製的專輯採用新的合約發行時，歌手可以從電影、廣告及預告片中獲得比先前高得多的版稅收入。
2. 有時是從藝術的角度出發。例如Electric Light Orchestra的Jeff Lynne發行單人演出先前樂隊的最佳專輯，便收錄一些先前著名的曲目"Mr.Blue Sky"，因為原版照Lynne本人的說法：「好像不是那麼像我想描述的那樣」[2]。
3. 有些歌手，例如說泰勒·斯威夫特及威豹樂隊，則是因為和他們原先的唱片公司有些爭端而選擇重新錄製。以泰勒·斯威夫特的情形來說，便是她與前唱片公司大機器唱片的爭議。

重新錄製的專輯在各大線上商樂商店和音樂串流服務很常見，比如iTunes Store及Spotify。

## 參见
- 重混
- 重製
- 翻唱
- 取樣 (音樂)